# Розсішки
Розсі́шки — село в Україні, у Христинівській міській громаді Уманського району Черкаської області. Розташоване на обох берегах річки Удич (притока Південного Бугу) за 7 км на південний схід від міста Христинівка та за 2 км від автошляху М30. На околиці села знаходиться роз'їзд Розсішки.

## Історія
Село входило до складу Орадівської волості Уманського повіту. Географічний словник Королівства Польського, посилаючись на інформацію подану Лаврентієм Похилевичем, що у 1863 році в селі мешкало 1150 осіб, з яких 1126 православних, 8 католиків та 16 євреїв. На той час село мало 2091 десятину землі.

Церква Святої Параскеви

У селі діяла православна дерев'яна церква святої Параскеви, збудована у 1762 році. Церква була тридільною, триверхою, ошальованою дошками; з центральним зрубом — квадратним у плані. Була низенька паламарня. Ктитором церкви був Іван Ґонта. Розібрана у 1934 році.
Під час Голодомору 1932—1933 років, лише за офіційними даними, від голоду помер 101 мешканець села.
368 жителів села брали участь у німецько-радянській війні, з них 167 — загинули, 187 — нагороджено орденами і медалями, а гвардії сержанту О. Т. Лінчуку за подвиг, звершений під час форсування Дніпра у 1943 році, присвоєно звання Героя Радянського Союзу. У 1946—1980 роках Олександр Титович працював машиністом Христинівського локомотивного депо. В пам'ять про загиблих односельців під час війни у Розсішках встановлений обеліск Слави, а на спільній могилі воїнів, що полягли у боях за визволення села також встановлений пам'ятник.
У 1960—1980-х роках в селі розташовувалася центральна садиба колгоспу імені Комінтерну. Господарство спеціалізувалося на вирощуванні зернових та технічних культур. Працювали восьмирічна школа, будинок культури, бібліотека, фельдшерсько-акушерський пункт, дитячі ясла, відділення зв'язку.
Поблизу села виявлено залишки поселення та кам'яні знаряддя праці трипільської культури.

## Населення
За даними перепису 2001 року в селі мешкало 1323 особи.

### Мовний склад
Рідна мова населення за даними перепису 2001 року:
| Мова       | Чисельність, осіб | Доля     |
| ---------- | ----------------- | -------- |
| Українська | 1 285             | 97,13 %  |
| Російська  | 17                | 1,28 %   |
| Вірменська | 16                | 1,21 %   |
| Інше       | 5                 | 0,38 %   |
| Разом      | 1 323             | 100,00 % |

## Відомі люди
- Іван Ґонта (1740—1768) — ватажок українського гайдамацького руху, один з очільників Коліївщини.
- Запаско Яким Прохорович (1923—2007) — український книгознавець, доктор мистецтвознавства, академік АН ВШ України, почесний академік Академії мистецтв України.
- Лінчук Олександр Титович (1925—2011) — Герой Радянського Союзу[10].

## Галерея

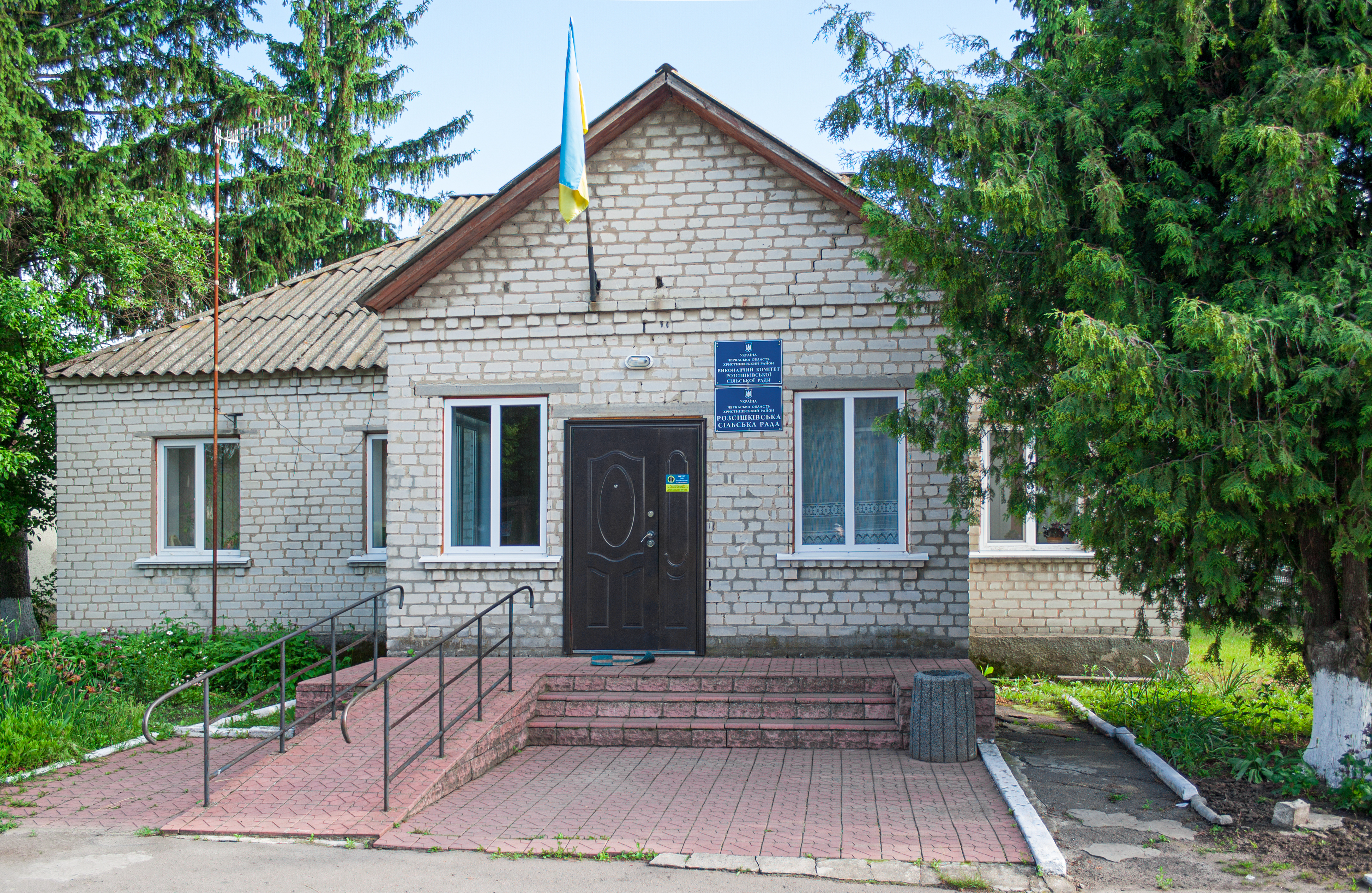
Сільська рада
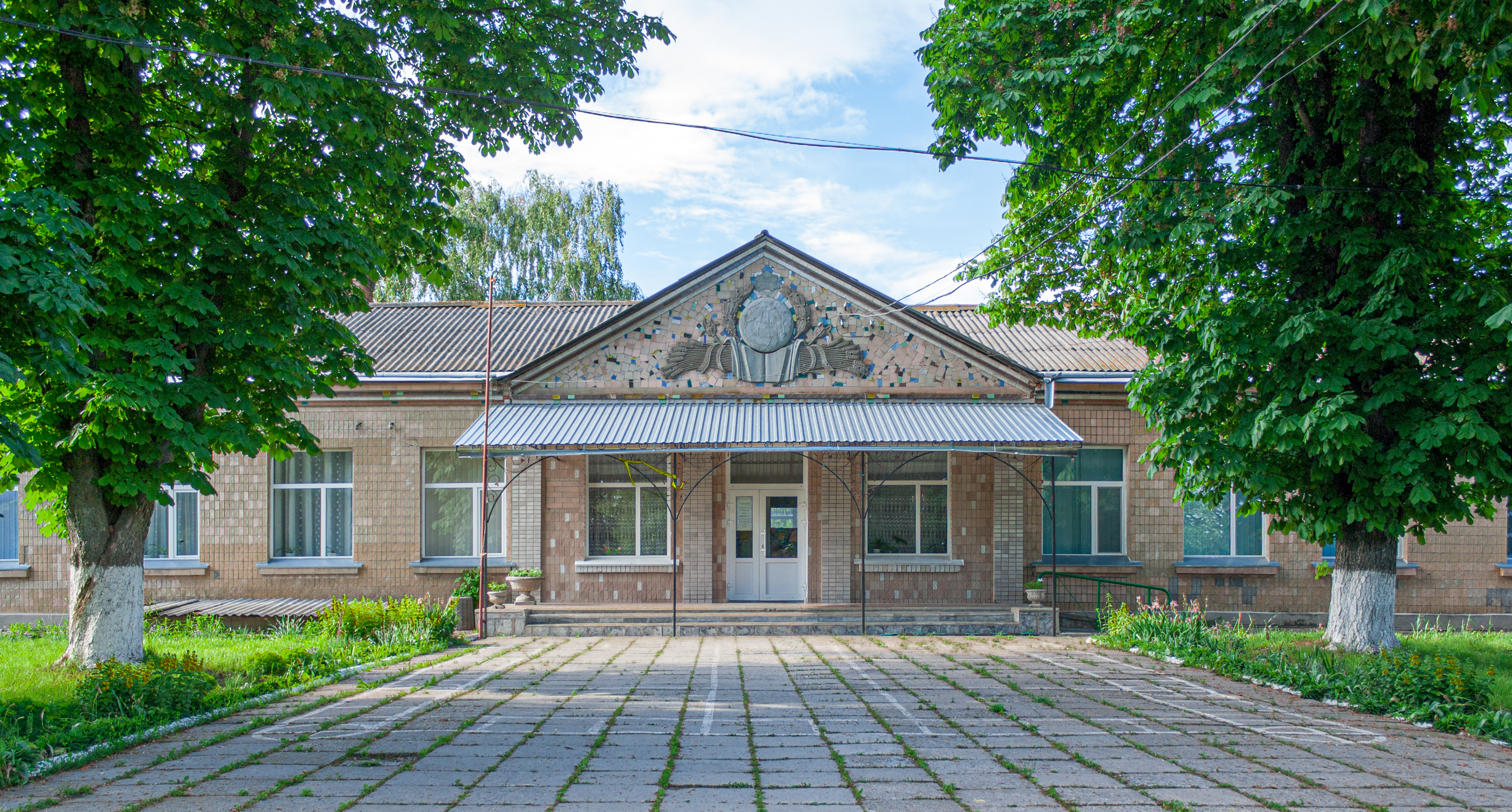
Школа
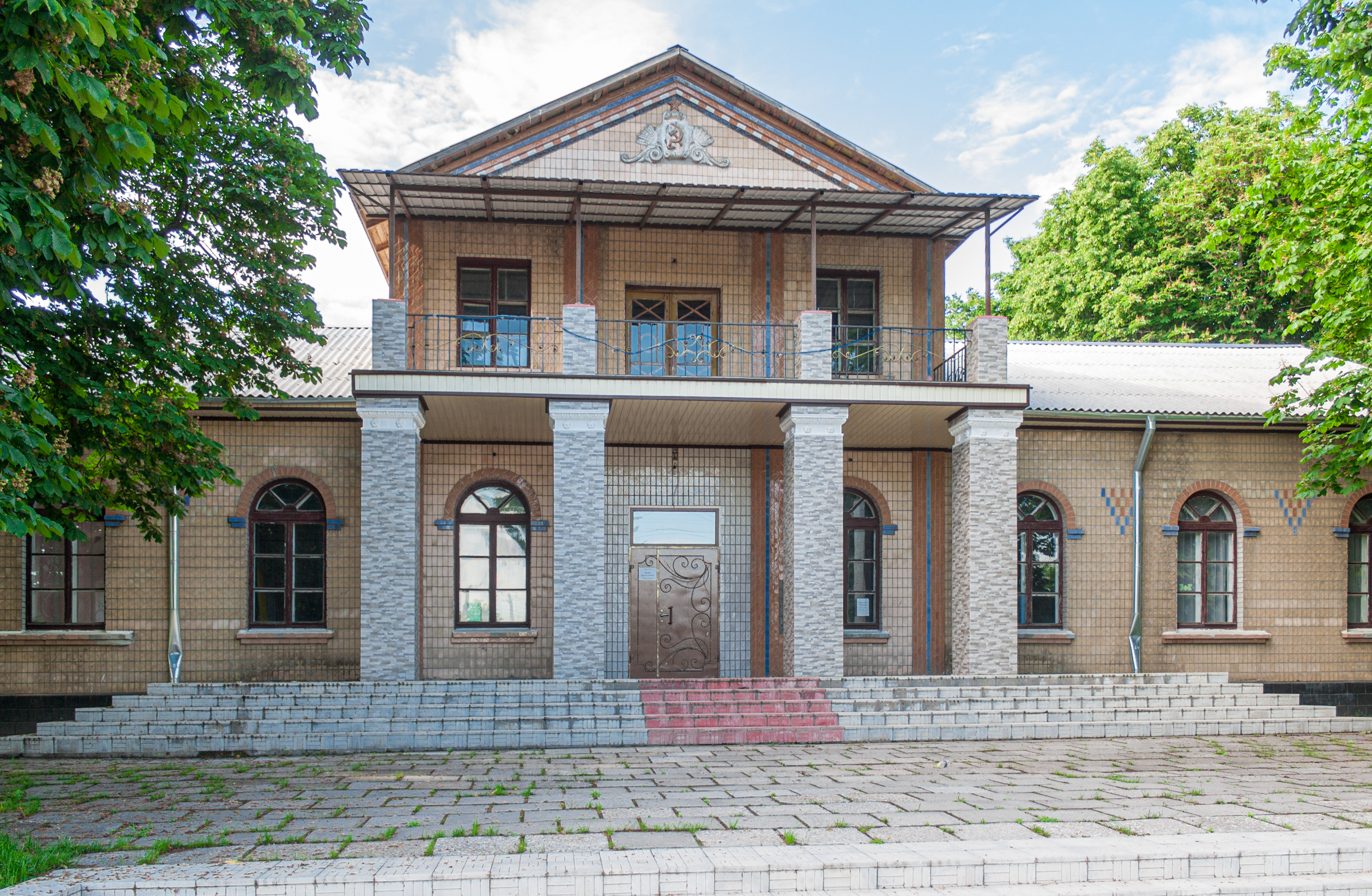
Будинок культури
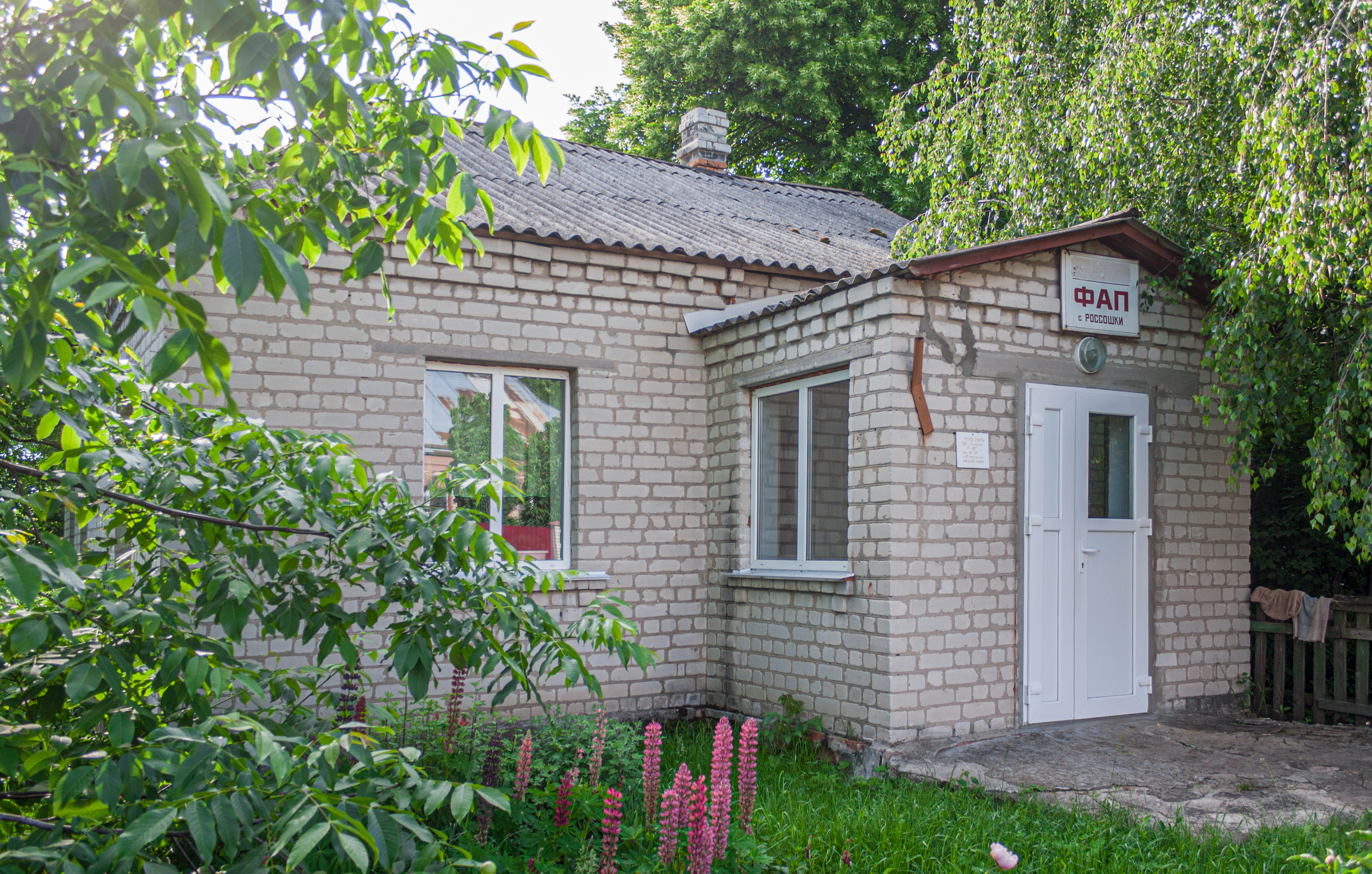
ФАП
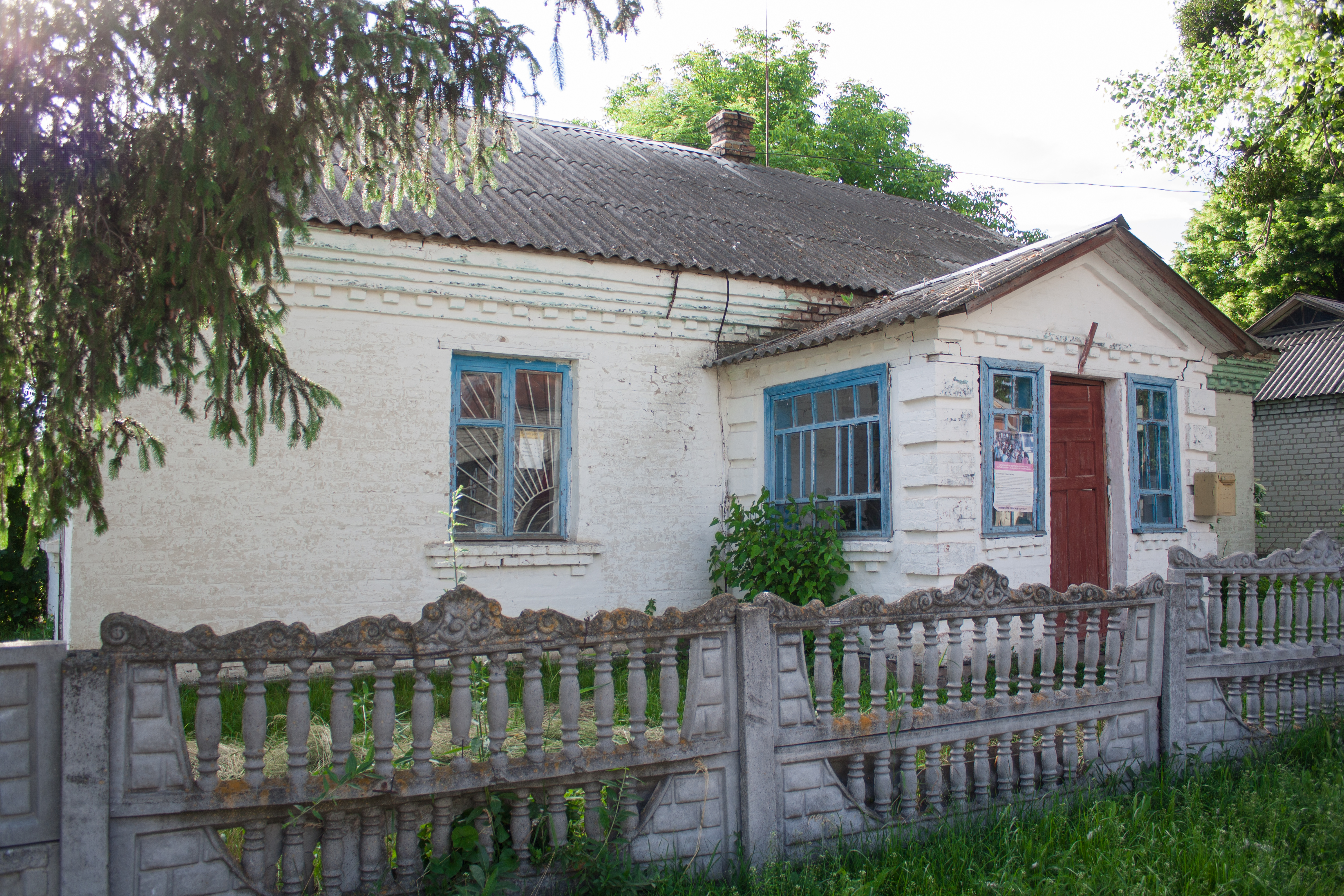
Пошта
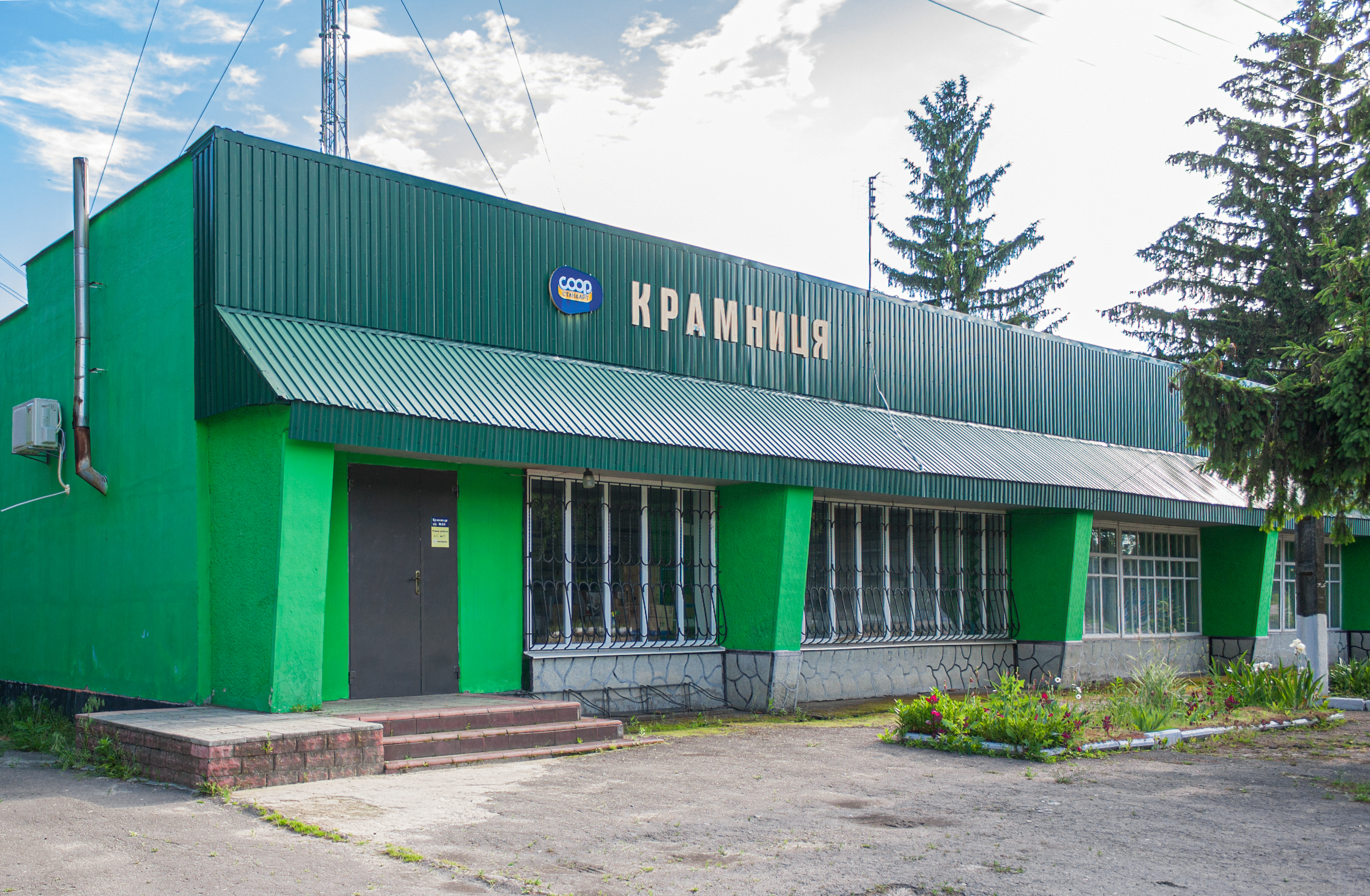
Магазин
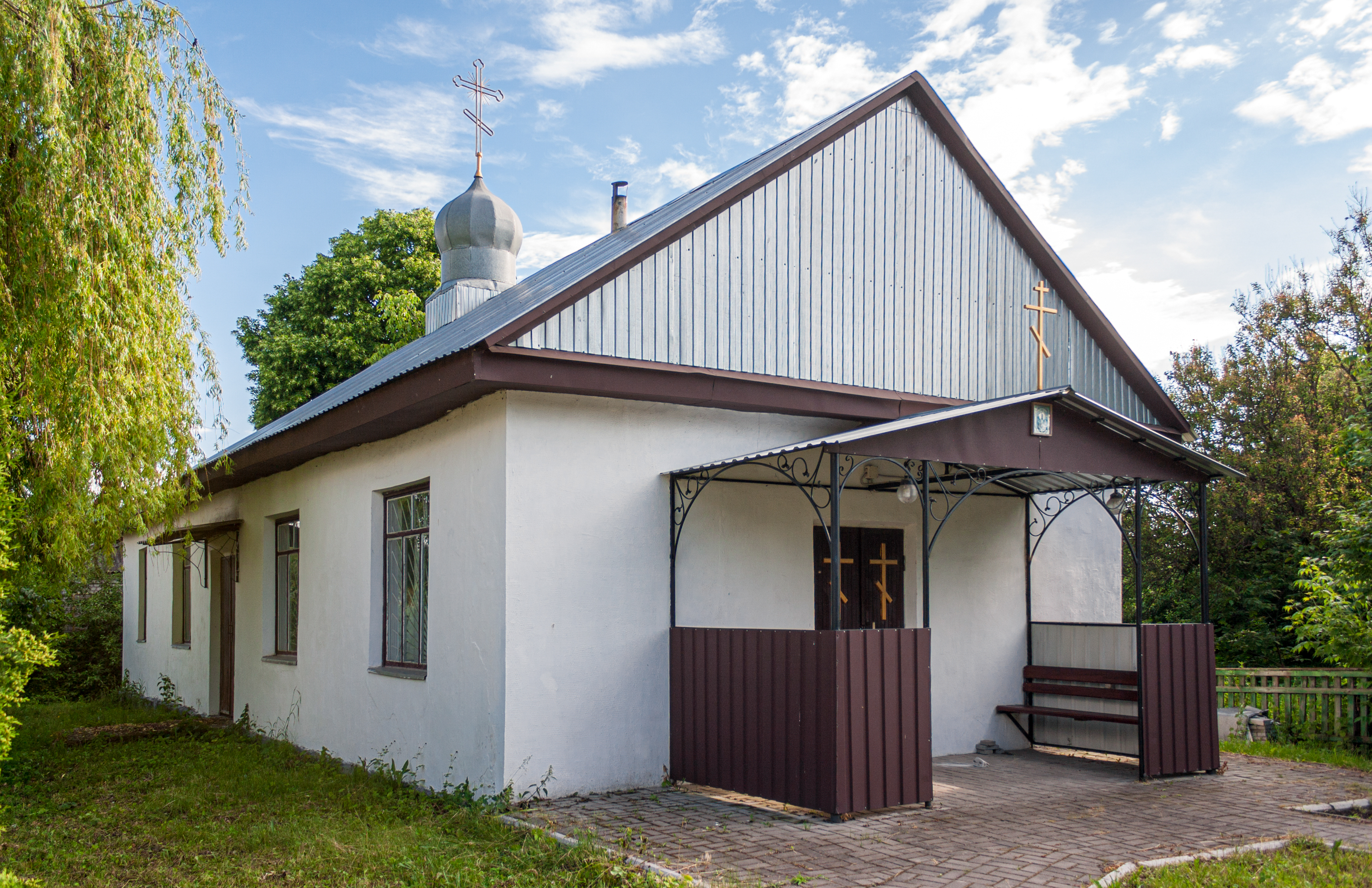
Церква
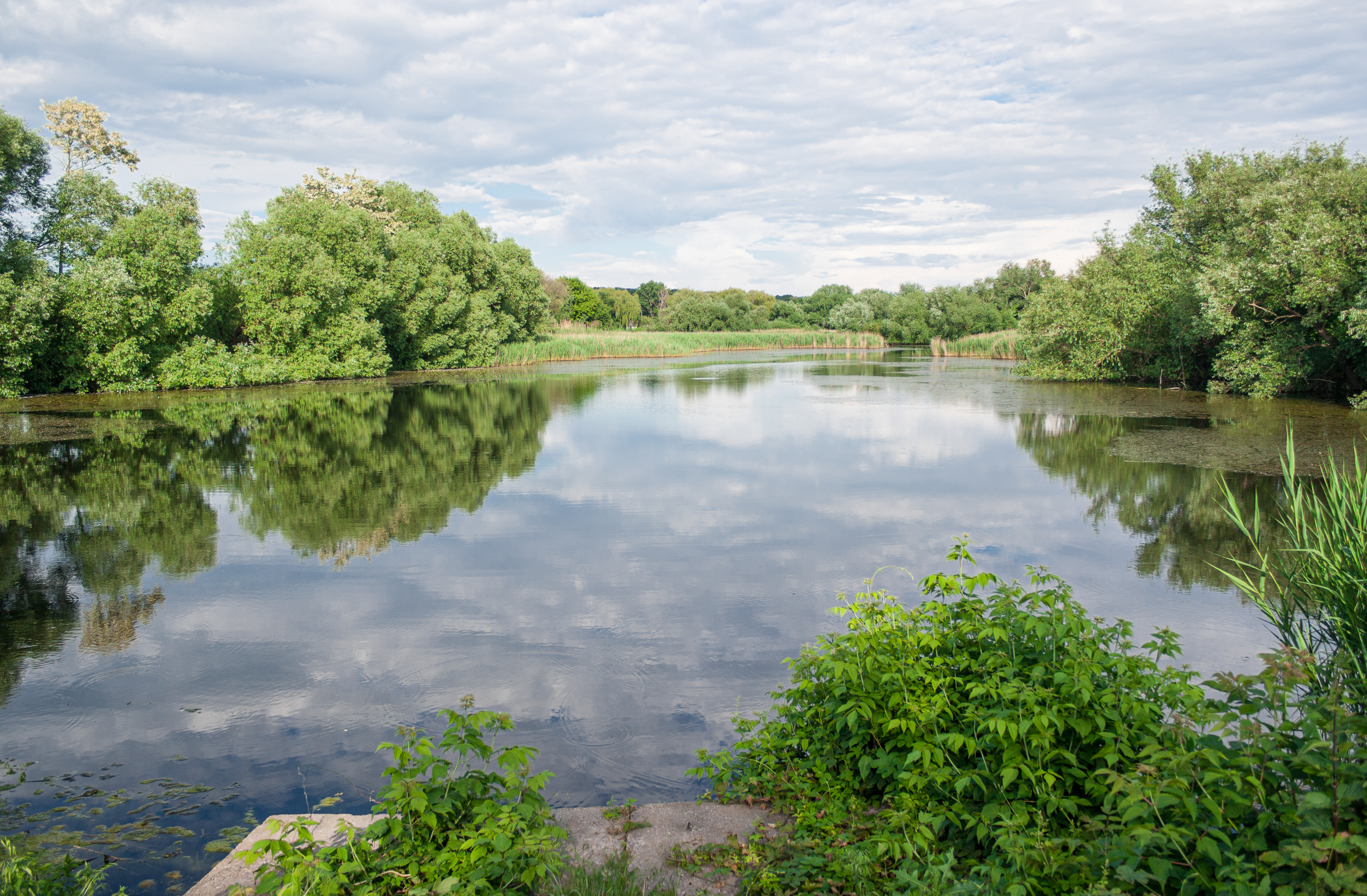
Ставок на річці Удич
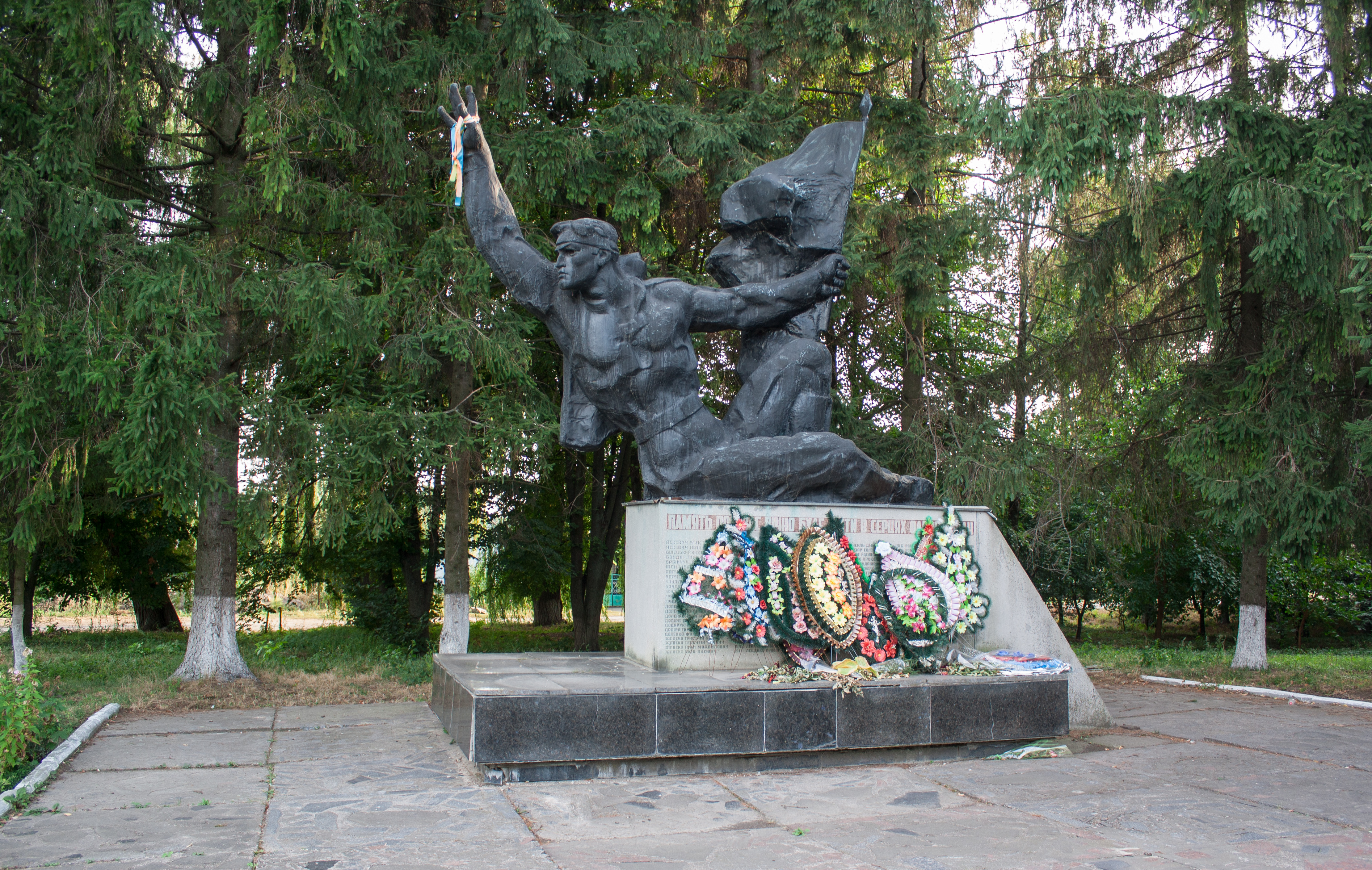
Пам'ятник воїнам-односельцям, загиблим у німецько-радянській війні
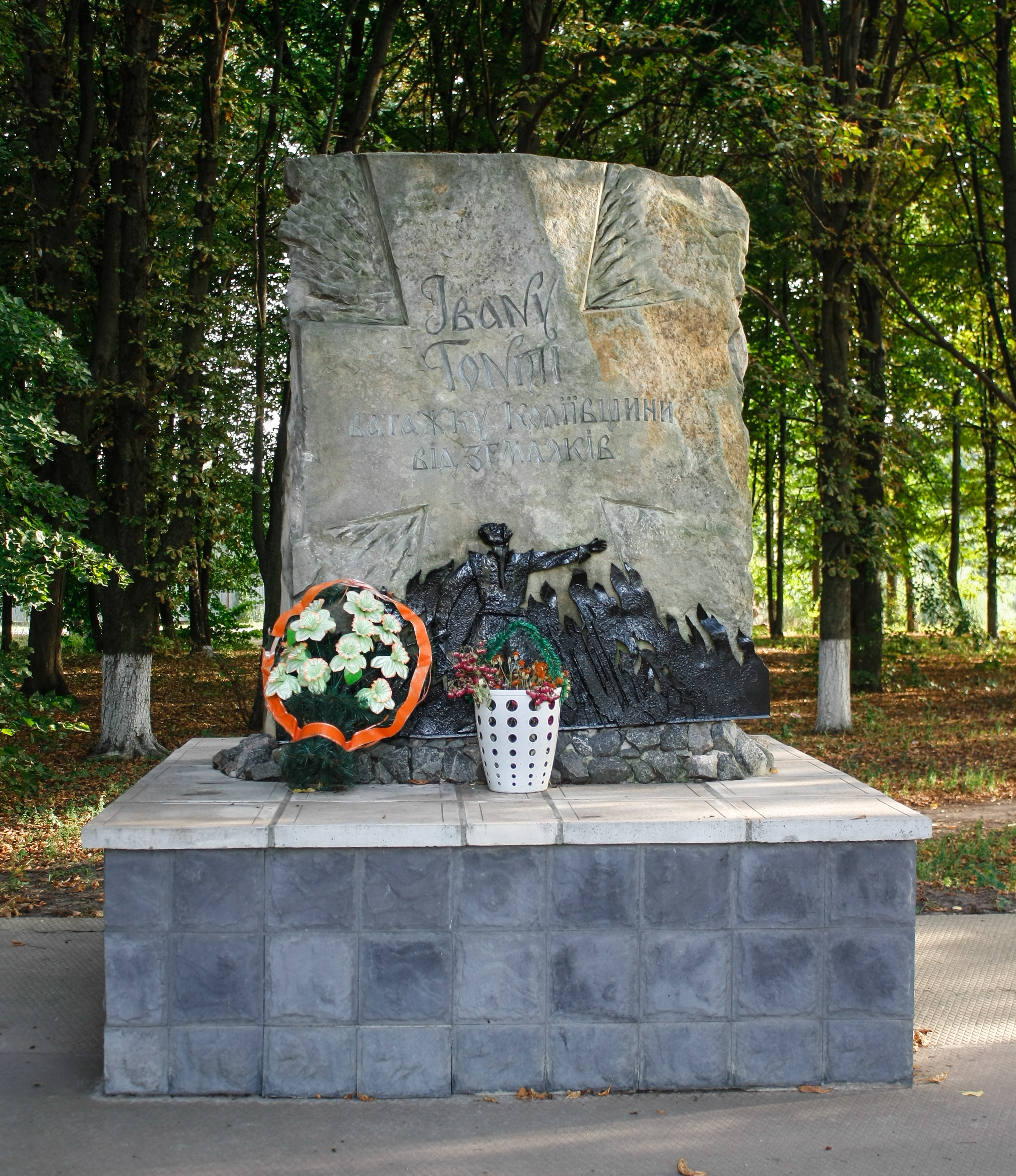
Пам'ятний знак Івану Гонті